# José Mário Branco

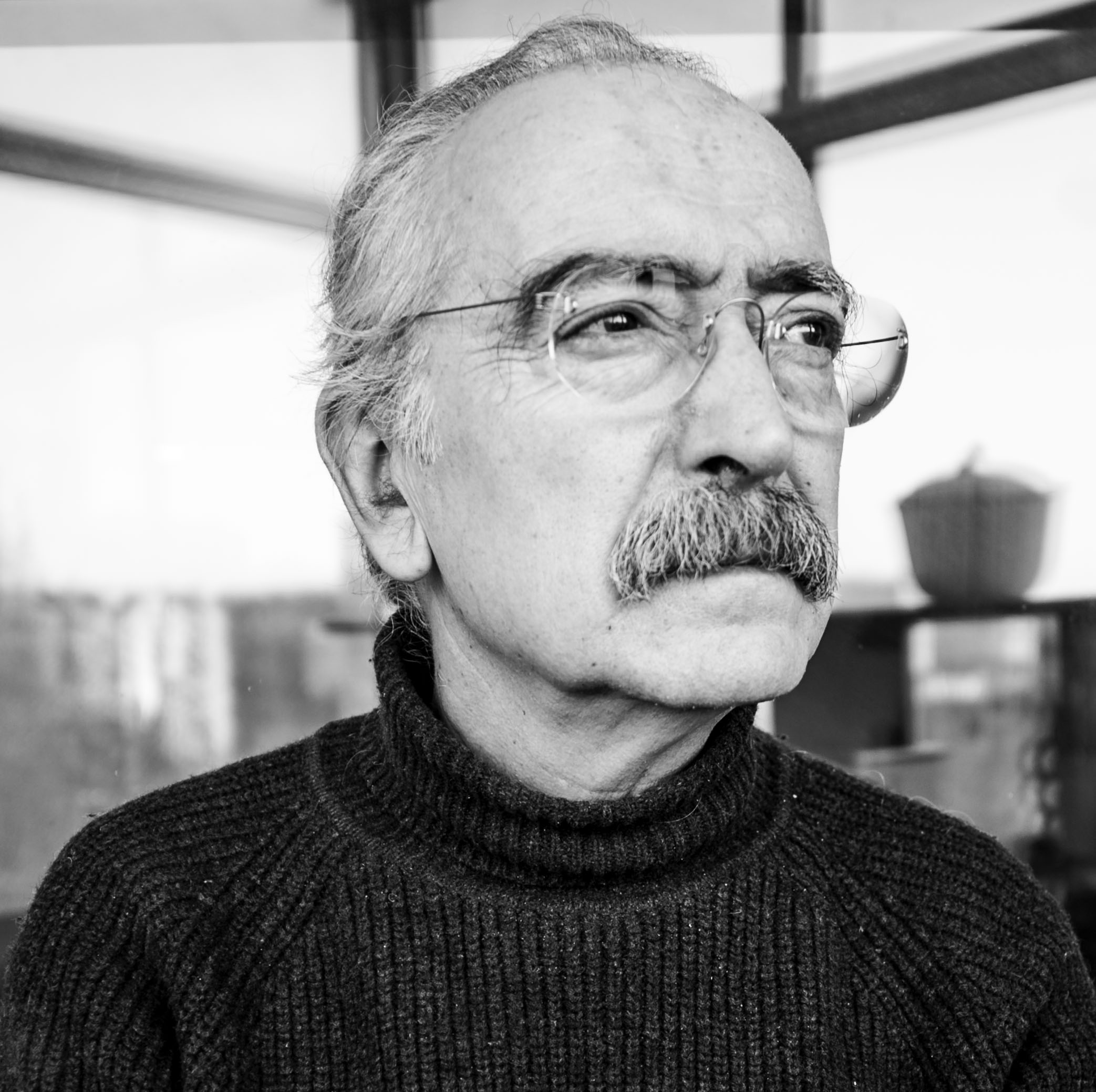
José Mário Branco 2011

José Mário Branco (* 25. Mai 1942 in Porto; † 19. November 2019 in Lissabon) war ein portugiesischer Musiker, Schauspieler, Produzent und Komponist.

## Leben
Er wuchs als Sohn eines Schullehrers in Porto auf und studierte Geschichte an der Faculdade de Letras da Universidade de Coimbra der Universität Coimbra. Als Sänger systemkritischer Lieder während der Estado Novo wurde er durch die PIDE verfolgt und ging 1963 nach Frankreich ins Exil. Er wirkte mit José Afonso, Sérgio Godinho, Luís Represas, Fausto und Camané und anderen bei Konzerten oder auf Alben als Sänger, aber auch als Komponist mit und zeigte sich verantwortlich für musikalische Arrangements. Er komponierte und sang für Theater, Film und Fernsehen. 1974 kehrte er nach Portugal zurück und gründete die Gruppe GAC – Grupo de Acção Cultural, mit der zwei Alben veröffentlicht wurden.

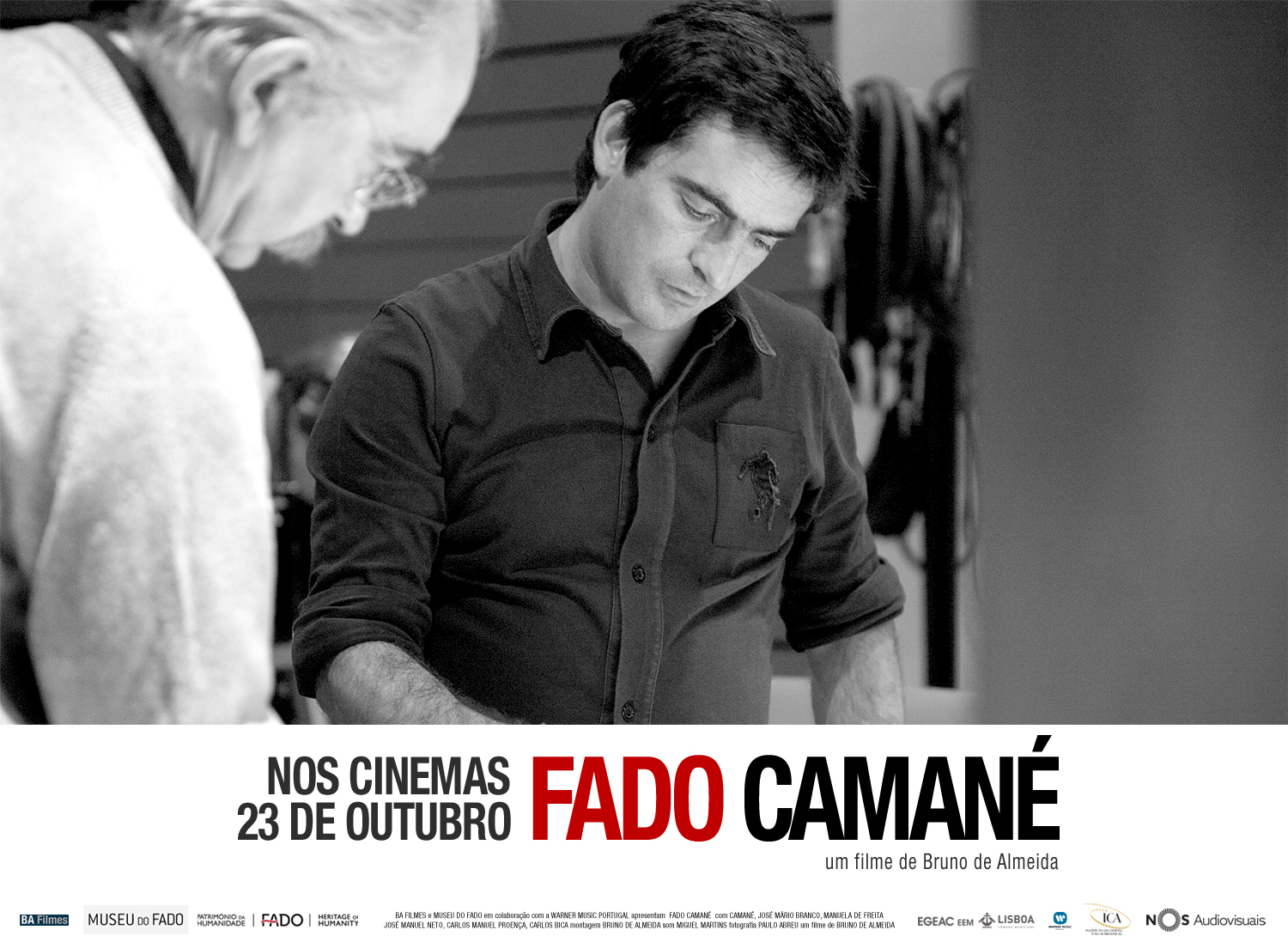
José Mario Branco (li.) als Produzent Camanés, Filmfoto aus dem Dokumentarfilm „Fado Camané“ von Bruno de Almeida, 2014

Seine bekanntesten Aufnahmen unter den Stilrichtungen Protestlied, Fado und ähnlichen sind Ser Solidário, Margem de Certa Maneira, A noite und FMI (FMI steht als Abkürzung für Fundo Monetário Internacional, dem Internationalen Währungsfonds), welche die portugiesische Revolutionsbewegung mit ihren Träumen und Enttäuschungen beschreibt. Letztes wurde für die Wiedergabe im Radio, TV und anderen Arten der öffentlichen Ausstrahlung von ihm verboten. Trotz des Verbots ist FMI vermutlich sein bekanntestes Werk. Sein letztes Album, das 2004 erschienen ist, trägt den Titel Resistir é Vencer (dt.: Widerstand ist Sieg) zur Ehrung des Volks von Osttimor, das die jahrzehntelange Besatzung durch die indonesische Armee seit der Nelkenrevolution ertragen musste. Die sozialistische Ideologie kommt in vielen seiner Texte zum Ausdruck.
2006, mit 64 Jahren, begann José Mário Branco ein Lizenziat der Sprachwissenschaften an der Faculdade de Letras da Universidade de Lisboa der Universität Lissabon. Er beendete das erste Jahr mit einem Durchschnittswert von 19,1 und galt als bester Student des Kurses. Die ihm dadurch zu Teil gewordene Ehrung wiegelte er ab, und sagte, es sei normal in einer akademischen Laufbahn.
2009 gab er zusammen mit Sérgio Godinho und Fausto zwei Konzerte mit dem Titel Três Cantos (dt.: drei Sänger).
José Mário Branco erlag in Lissabon 77-jährig einem Schlaganfall.

## Diskografie

### Alben
- Mudam-se os tempos, mudam-se as vontades (1971)
- Margem de certa maneira (1973)
- A cantiga é uma arma (1976)
- Pois canté! (1977)
- A Mãe (1978)
- A Confederação (Kompilation, 1978)
- Ser solidário (1982)
- A Noite (1985)
- Correspondências (1990)
- José Mário Branco ao vivo em 1997 (Livealbum, 1997)
- Canções escolhidas 71/97 (Kompilation, 1999)
- Resistir é vencer (2004)
- Inéditos (1967–1999) (2018)

Chartplatzierungen (ab 2003)

| Jahr | Titel                                   | Höchstplatzierung, Gesamtwochen, AuszeichnungChartsChartplatzierungen (Jahr, Titel, Platzierungen, Wochen, Auszeichnungen, Anmerkungen) | Anmerkungen |
| Jahr | Titel                                   | PT | Anmerkungen |
| ---- | --------------------------------------- | --- | ----------- |
| 2004 | Resistir é vencer                       | PT9 (4 Wo.)PT |             |
| 2018 | Inéditos (1967-1999)                    | PT3 (19 Wo.)PT |             |
| 2018 | Canções escolhidas 71/97                | PT7 (11 Wo.)PT |             |
| 2019 | Integral                                | PT12 (2 Wo.)PT |             |
| 2019 | Resistir é vencer (edição 50 anos)      | PT22 (1 Wo.)PT |             |
| 2019 | Correspondências                        | PT39 (1 Wo.)PT |             |
| 2019 | Margem de certa maneira                 | PT40 (1 Wo.)PT |             |
| 2019 | José Mário Branco ao vivo em 1997       | PT44 (1 Wo.)PT |             |
| 2021 | Mudam-se os tempos, mudam-se as vontade | PT48 (1 Wo.)PT |             |

### EPs
- Seis cantigas de Amigo (1967)
- Marchas populares (1978)
- Gente do Norte (1978)
- O Ladrão do Pão (1978)

### Singles
- Ronda do Soldadinho (1969)
- FMI (1982)
- Qual é a tua ó meu / S. João do Porto (1982)

## Kooperationen
- James Ollivier – James Ollivier (1968) LP, Boite à Musique
- Jean Sommer – Beauté (1968) LP, Barclay
- Jean Sommer – Lafête est à nous (1971) Single, Unisson
- José Afonso – Cantigas do Maio (1971) LP, Arnaldo Trindade, Orfeu
- José Jorge Letria – Até ao pescoço (1972) LP, Sassetti, Guilda da Música
- José Afonso – Venham mais cinco (1973) LP, Arnaldo Trindade, Orfeu
- Quarteto De Música Em Si – Página em branco (1980) Single, Arnaldo Trindade, Orfeu
- José Afonso – Como se fora seu filho (1983) LP, Sassetti, Triângulo (3 Lieder)
- Carlos do Carmo – Um homem no país (1983) LP, Polygram, Philips
- José Afonso – Galinhas do mato (1985) LP, Transmedia, Schiu!(In Zusammenarbeit mit Júlio Pereira und José Afonso).
- Janita Salomé – Olho de fogo (1987) LP, Transmedia, Schiu!
- Carlos do Carmo – Que se fez homem de cantar (1990) LP, Polygram, Philips (2 Lieder)
- Amélia Muge – Todos os dias… (1994) CD, Sony Música, Columbia
- Gaiteiros de Lisboa – Invasões bárbaras (1995) CD, Farol
- Camané – Uma noite de fados (1995) CD, EMI – Valentim de Carvalho
- Camané – Bom dia, Benjamim (1995) CD, Movieplay
- Amélia Muge – Taco a taco (1998) CD, Polygram, Mercury(6 Lieder)
- Camané – Na linha da vida (1998) CD, EMI – Valentim de Carvalho
- Camané – Esta coisa da alma (2000) CD, EMI – Valentim de Carvalho.[5]
- Camané – Pelo Dia Dentro (2001) CD, EMI
- Camané – Sempre de Mim (2008) CD, EMI
- Sérgio Godinho und Fausto – Três Cantos (2009) 2 CD/DVD, EMI
- Camané – Do amor e Das rosas (2010) CD, EMI[6]

## Konzerte
- Ser solidário (1980/81/82)
- A noite (1985)
- Fim de noite (1987)
- Correspondências (1991/92)
- Maio Maduro Maio (1991) – mit Amélia Muge und João Afonso
- Ao vivo em 1997 (1997)
- Festival Outono em Lisboa (1998)
- Do Natal aos Reis (1998) – mit Jean Sommer
- As margens da alegria (1999)[7]
- Três Cantos (2009) – mit Sérgio Godinho und Fausto[8]

## Theater
Grupo de Teatro da Liga
- Farsas, von Gil Vicente;
- Auto da compadecida, von Ariano Suassuna;
- As espingardas da Tia Carrar, von Bertolt Brecht;
- Aerofagus (schrieb 26 Lieder).

Groupe Organon
- La Comune de Paris
- O racismo
- A jovem poesia inglesa e americana

Comuna
- A mãe, von Bertolt Brecht (1977)
- Homem morto, homem posto (1979)
- A Pécora, von Natália Correia (1989)
- Um estrangeiro em casa, von Richard Démarcy (1990)

Teatro do Mundo
- A secreta família (1979)
- O guardião do rio (1980)
- Ser solidário (1981)
- Cogumelos (1981)
- A gaivota (1982)
- Ano IV D.C. (Calígula, von Albert Camus) (?)
- Balanço I (?)
- Terramoto no Chile (?)

Weitere Stücke
- Fuenteovejuna, von Pedro Calderón de la Barca – Teatro Maison de la Culture de Rennes (1972)
- Liberdade, liberdade – Teatro Vilaret (1974)
- Galileu Galilei, von Bertolt Brecht – Teatro Experimental de Cascais
- A mulher do campo – Teatro da Cornucópia
- Sonho de uma noite de Verão, von Shakespeare – Teatro da Malaposta.
- A noite do palhaço, von Raúl Brandão – O Bando
- Gulliver, von Hélder Costa – A Barraca (1997)[9]

## Filme
- A Confederação, von Luís Galvão Teles (1978)
- Gente do Norte, von Leonel Brito (1977)
- O ladrão do pão, von Noémia Delgado
- Bom Povo Português (Sprecher), von Rui Simões (1980)
- Silvestre, von João César Monteiro (1982)
- Arábia (Kurzfilm), von Rosa Coutinho Cabral (1982)
- Ninguém duas vezes, von Jorge Silva Melo (1985)
- Atlântida: Do Outro Lado do Espelho, von Daniel Del Negro (1985)
- Agosto, von Jorge Silva Melo (1988)
- Três menos eu, von João Canijo (1988)
- O Som da Terra a Tremer, von Rita Azevedo Gomes (1990)
- Aqui D'El Rei! (Fernsehfilm), von António-Pedro Vasconcelos (1993)
- Coitado do Jorge, von Jorge Silva Melo (1993)
- Até amanhã Mário, von Solveig Nordlund (1994)
- Rio do Ouro, von Paulo Rocha (1998)
- A raiz do coração, von Paulo Rocha (2000)
- A Espada e a Rosa, von João Nicolau (2010)[10]
- Prazer, Camaradas!, von José Filipe Costa (2019)

## Radio
- Emissores do Norte Reunidos (1961)
- TSF – Música Portuguesa com certeza (1992/1993)[11]